# التحالف من أجل السلام في الشرق الأوسط (منظمة غير حكومية)
التحالف من أجل السلام في الشرق الأوسط (بالإنجليزية: Alliance for Middle East Peace)‏(ALLMEP) هو مجموعة تضم أكثر من 90 منظمة غير حكومية تعمل على تعزيز المصالحة بين الإسرائيليين والفلسطينيين، وبين العرب واليهود في الشرق الأوسط. يشمل أعضاؤها مجموعة واسعة من المجموعات، بما في ذلك مجموعات التعايش الأصيلة، والمجموعات الأكاديمية، ومؤسسات التنمية الاجتماعية والاقتصادية.

## جدول الأعمال والمقترحات
أحد مقترحات التحالف هو إنشاء صندوق دولي مستقل للسلام الإسرائيلي الفلسطيني لدعم وتشجيع الجهود المبذولة لبناء السلام في المنطقة. أمنت دعوة التحالف الأولية في واشنطن الأموال المخصصة لهذه المنظمات داخل مكتب إدارة النزاعات والتخفيف في الوكالة الأمريكية للتنمية الدولية. قام التحالف لاحقًا بتوسيع خطته من أجل إنشاء صندوق دولي للسلام الإسرائيلي الفلسطيني على غرار الصندوق الدولي لأيرلندا والذي لعب دورًا بارزًا في إيجاد حل مستدام في أيرلندا الشمالية.

## التاريخ
بدأ التحالف من أجل السلام في الشرق الأوسط كائتلاف غير رسمي في أواخر عام 2003، وعقدت المجموعة أول اجتماعتها في فبراير 2004، في أول مؤتمر تعاوني سنوي في الشرق الأوسط في كابيتول هيل في واشنطن العاصمة. تأسس التحالف رسميًا في عام 2006 ونمى 14 منظمة في عام 2004 إلى 27 في عام 2005 و 44 منظمة في عام 2007.
التق التحالف بمسؤولين بالوكالة الأمريكية للتنمية الدولية ووزارة الخارجية، بالإضافة إلى حدثها في القدس عام 2006 الذي ضم ممثلين عن المنظمات غير الحكومية ودبلوماسيين أمريكيين، كما أنها على اتصال مستمر مع المسؤولين الأمريكيين المعنيين بتمويل المنظمات غير الحكومية.
تستضيف التحالف حدثًا سنويًا في واشنطن، ففي يونيو 2005، عقدت مؤتمرًا صيفيًا حول التعايش ضم سفراء من الشرق الأوسط، وزعماء دينيين يهود ومسلمين، وأعضاء في الكونغرس، ومسؤولين في وزارة الخارجية، وكبار الناشطين المؤيدين لإسرائيل وللعرب، ونشطاء من المنظمات غير الحكومية في الشرق الأوسط لمناقشة أجندة التحالف للتعايش. شارك أكثر من 250 شخصًا، بمن فيهم دبلوماسيون من تونس واليمن والسويد والمملكة العربية السعودية وأفغانستان.
تضمنت البرامج حلقة نقاش للسفير المصري حازم فهمي والأمير الأردني فراس بن رعد والممثل الرئيسي الفلسطيني حسن عبد الرحمن وسفير لوكسمبورغ (أثناء رئاسة الاتحاد الأوروبي) أرليت كونزيميوس باكود والسفير الأمريكي السابق فيليب ويلكوكس من معهد واشنطن للشرق الأوسط. اجتمع أعضاء أيضًا مع أكثر من 30 مكتبًا للكونجرس، فيما يتعلق بعمل المنظمات غير الحكومية في المصالحة.
في مارس 2006، شارك التحالف في رعاية واستعراض وعرض فيلم وثائقي جديد حول جهود التعايش نقطة احتكاك، كما التقى ممثلو التحالف وجست فيجن بأكثر من 37 مكتبًا للكونجرس بالتزامن مع هذا الحدث.
في مارس 2009، التقى أعضاء القمة من التحالف مع أعضاء الكونغرس ووزارة الخارجية والوكالة الأمريكية للتنمية الدولية والبيت الأبيض. مع زيادة الاهتمام بفكرة ألصندوق الدولي، ضاعف التحالف عدد اجتماعاته في عام 2009 مقارنة بعام 2008، واجتمع مع أكثر من 10% من مكاتب الكونغرس.

## وصلات خارجية
- موقع التحالف